# Internationale luchthaven Francisco Sá Carneiro
Francisco Sá Carneiro (Portugees: Aeroporto Francisco Sá Carneiro) (IATA: OPO, ICAO: LPPR), is de internationale luchthaven van Porto (Portugal), ze wordt ook wel kortweg luchthaven Porto (Aeroporto do Porto) genoemd. Ze ligt 12 kilometer ten noordwesten van het centrum van Porto aan de rand van de stad Maia. Ten westen ligt de kust van de Atlantische Oceaan, deze is vanuit het terminal-gebouw goed te zien.
Sá Carneiro is de derde drukste luchthaven van Portugal gebaseerd op vliegtuigbewegingen en de derde drukste luchthaven in passagiersaantallen volgens de statistieken van ANA.

## Geschiedenis
Het vliegveld opende in 1945 voor passagiers onder de naam Luchthaven Pedras Rubras (Rode Rotsen).
Tot 1956 was Porto alleen een bestemming voor Portugeese vluchten en vanaf het begin van de jaren zeventig werd het een reguliere internationale luchthaven.
Met de bouw van een nieuw terminal gebouw kreeg de luchthaven in 1990 ook zijn huidige naam. Francisco de Sá Carneiro, was eerste minister van het land toen hij op 4 december 1980 dodelijk verongelukte in een vliegtuig op weg naar Porto.

## Huidige terminal
De huidige terminal en de omliggende overige infrastructuur werden op 15 oktober 2005 in gebruik genomen. De luchthaven viel in de periode daarna meerdere keren in de prijzen, zo werd het onder meer de beste Europese luchthaven in de categorie 5 tot 15 miljoen passagiers in 2016.

## Verbindingen
Sneltram lijn E van Metro do Porto verbindt de luchthaven met het centrum van Porto, pendeltreinen en het voetbalstadion Estádio do Dragão. Ook STCP bussen hebben verbindingen met de stad.
Er is een tweedagelijkse bus naar Vigo (Spanje) (één keer per dag in het weekend).

## Galerij

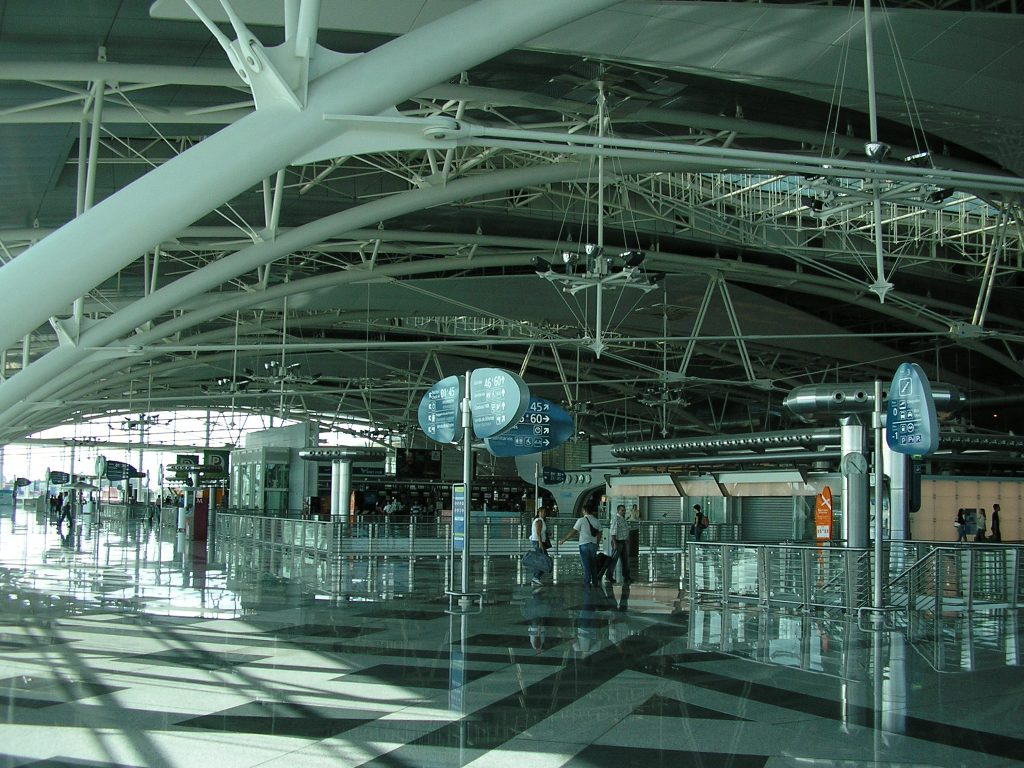
Bovenste verdieping terminal
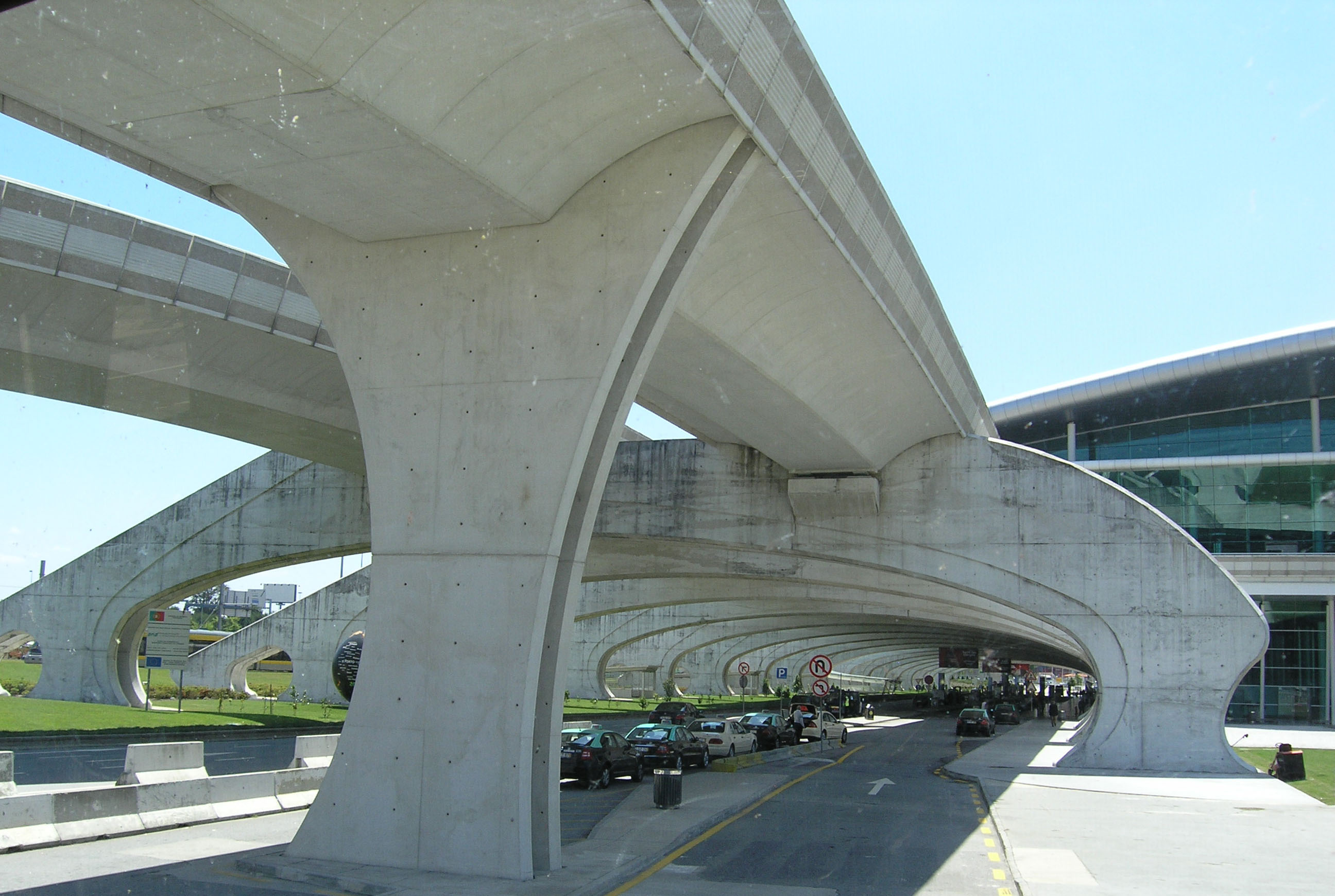
voetpad met daarboven viaduct voor verkeer naar de vertrekhal
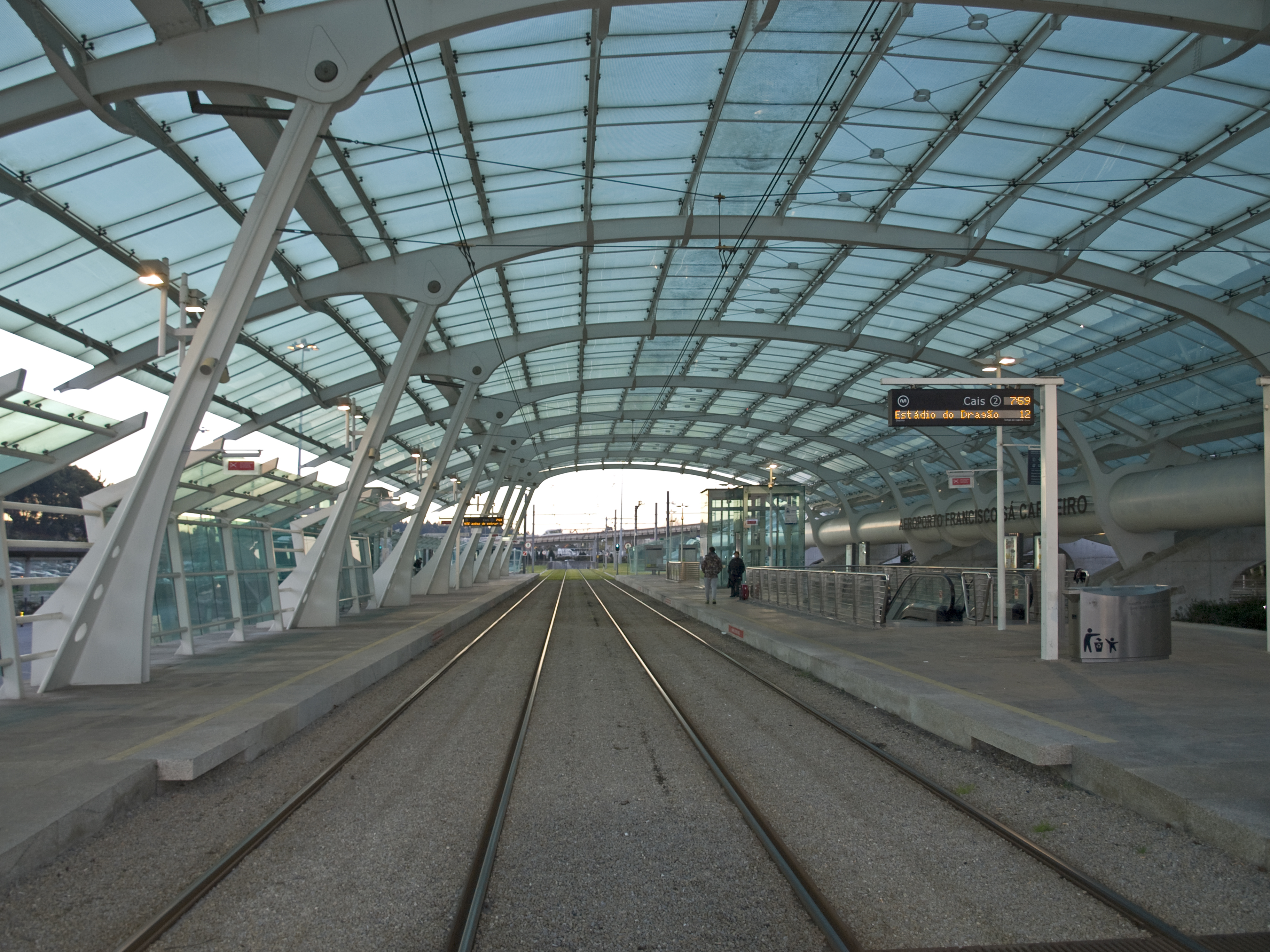
station Metro do Porto